# Josep Navarro i Cabanes
Josep Navarro i Cabanes (Ontinyent, Vall d'Albaida, 1875 - València, 1929) va ser un periodista i escriptor valencià d'ideologia carlista.
Va ser el redactor en cap del Diario de Valencia, on principalment va destacar per les seves aportacions sobre història i folklore, així com per una punyent crítica municipal.
Col·lecció una important quantitats de diaris, fulls solts i una interessant biblioteca. Actualment aquesta col·lecció es troba a la Biblioteca Municipal de València.

## Publicacions
- Después de leer Oriente: horrores de una indigestión de lectura (València: Impremta de Manuel Pau, 1908), crítica d'Oriente, de Vicent Blasco Ibáñez.
- Catàleg de Premsa valenciana (1928)
- Apuntes bibliográficos de la prensa carlista (1917)
- Estudi de Los carmelitas de Valencia durante la invasión francesa (1921)
- Reculls:
  - Oratoria monesipal
  - Monecipalerías i Bajonazos al idioma